# Monte Branco
O Monte Branco (em francês: Mont Blanc; em italiano: Monte Bianco) é a mais alta montanha dos Alpes e da União Europeia, atingindo uma altitude de 4 808,73 metros, embora possa variar um pouco de ano para ano, em função das condições atmosféricas, é o primeiro dos cumes dos Alpes com mais de 4 000 m.
O Monte Branco é a maior montanha do Maciço do Monte Branco e faz parte da divisória de águas entre o mar Adriático e o mar Mediterrâneo.

## Localização e altitude do cume

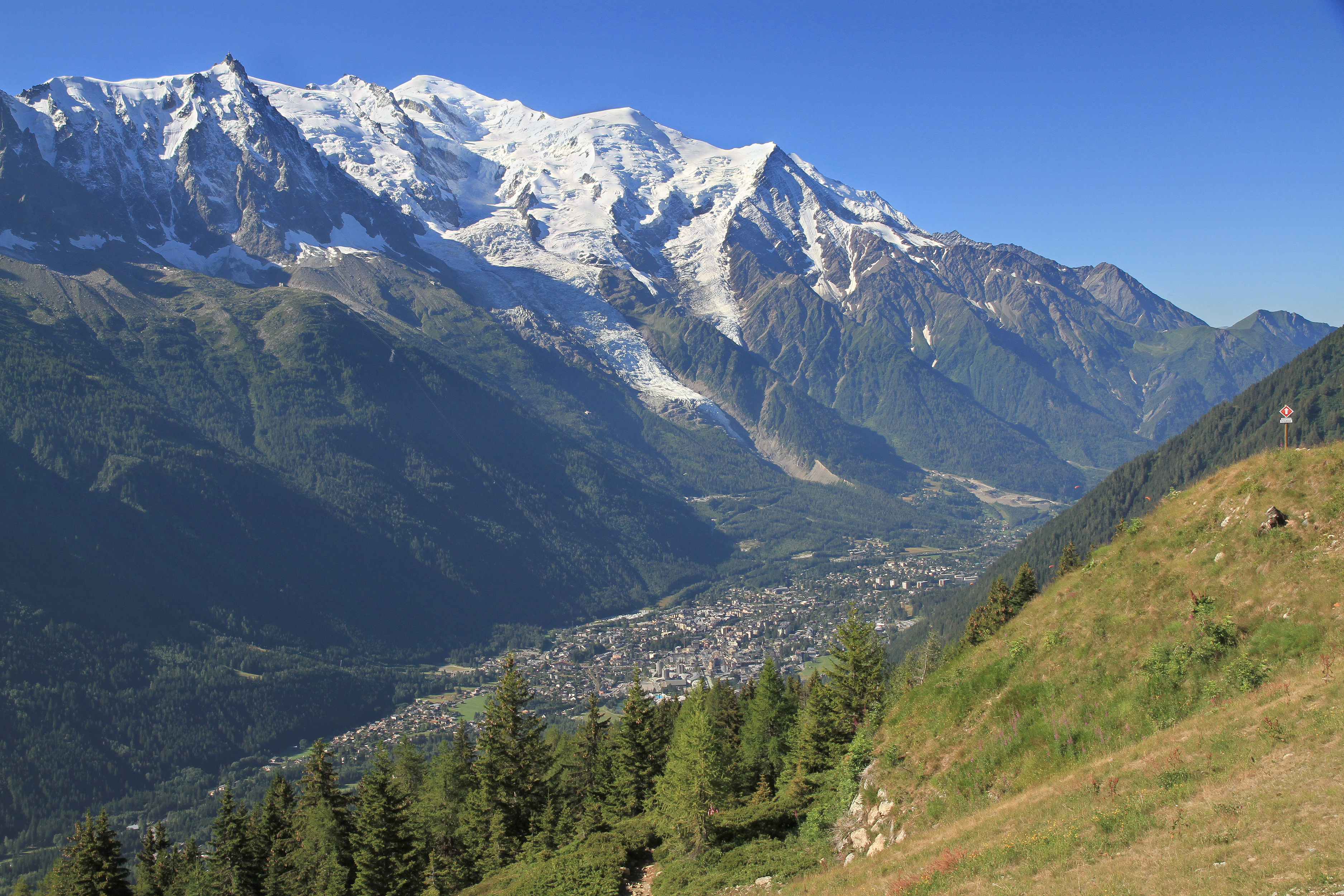
Vale de Chamonix visto de La Flégère

As duas mais conhecidas localidades junto ao Monte Branco são Chamonix (França) e Courmayeur (Itália).
Embora o maciço desta montanha se divida entre França e Itália, a localização precisa do pico mais alto em relação à fronteira permanece um tema de certa forma controverso (ver abaixo). O cume parece coincidente com a fronteira nos mapas italianos, mas completamente no lado de França nos mapas franceses.
A altitude máxima do Monte Branco estava de há muito estabelecida em 4 807 m, mas medições feitas através do Sistema de Posicionamento Global em 2001 e 2003 mostram uma variação de vários metros de ano para ano, consideradas o resultado de flutuações, provocadas por diferentes condições atmosféricas, na espessura do glaciar que cobre o cume. Essa espessura das neves eternas que recobrem o monte desde a sua meia encosta até ao cimo varia de 15 a 23 metros.
De notar que o Monte Branco é o mais alto pico da Europa Ocidental. Se se considerar que a Europa se estende até ao Cáucaso, conforme a visão geopolítica do Conselho da Europa e as definições das fronteiras dos continentes, aí se encontram oito picos de altitude superior, sendo o Monte Elbrus, na Rússia, com os seus 5642 m, o mais alto de todos.

## A que país pertence o ponto mais alto do Monte Branco?

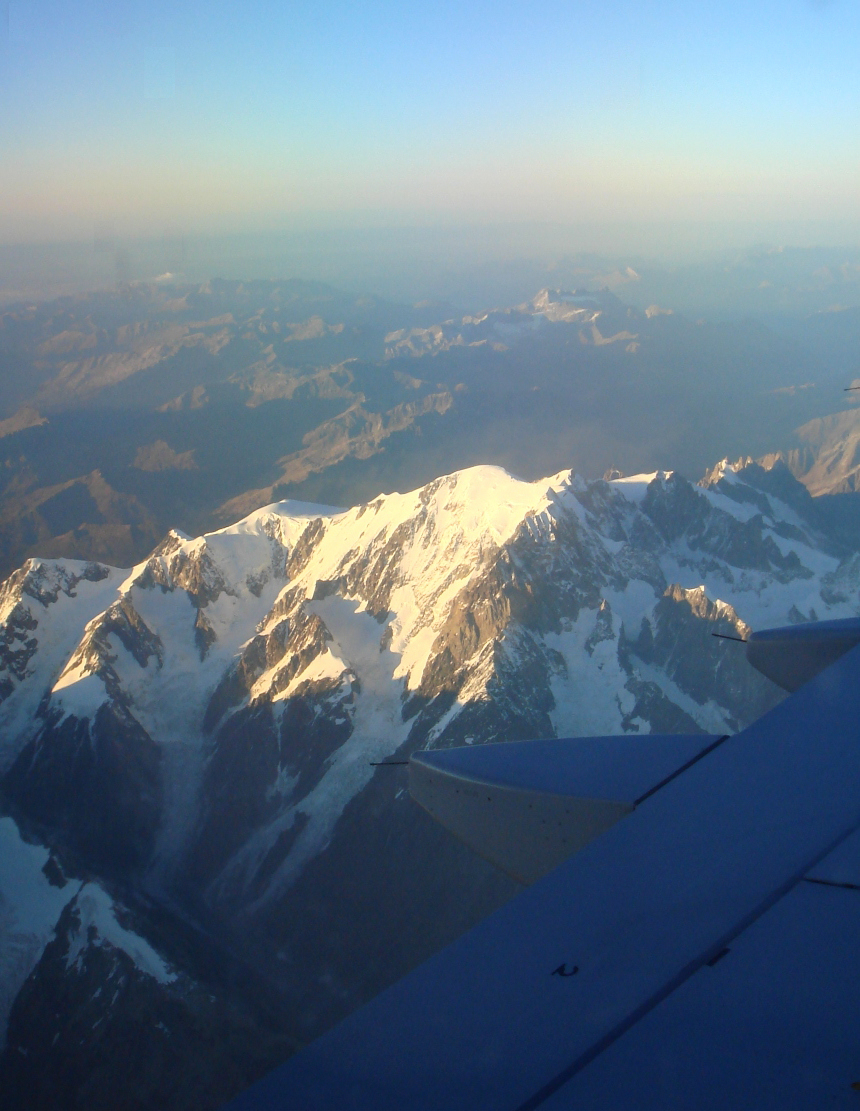
Voo sobre o cume do Monte Branco

Desde a Revolução Francesa que esta questão é polémica. Antes dela, toda a região fazia parte do Reino da Sardenha e assim foi durante vários séculos.
O primeiro tratado para definir a fronteira na região data de 15 de maio de 1796. Neste, o rei da Sardenha foi forçado por Napoleão Bonaparte a ceder a Saboia e territórios de Nice à República Francesa. No artigo 4 é dito que: "A fronteira entre o Reino da Sardenha e os departamentos da República Francesa será estabelecida pela linha determinada pelos mais avançados pontos do lado do Piemonte, pelos cumes ou picos das montanhas e outros locais subsequentemente mencionados, tal como pelos picos intermédios, observando que partem do ponto onde as fronteiras de Faucigny, do Ducado de Aosta e do cantão de Valais se encontram até à extremidade dos glaciares ou Montes Malditos: primeiro os picos ou planaltos dos Alpes, até ao tergo de Col Mayor". Esta delimitação, assinada em Turim em 24 de março de 1860 por Napoleão III de França e Vítor Emanuel II de Saboia, é confusa, porque estabelece que a fronteira deve ser visível de Chamonix e de Courmayeur. Mas o cume não é visível de Courmayeur, porque se encontra obstruído por um pico mais baixo. O tratado foi entretanto substituído.
Posterior convenção de 7 de março de 1861 reconhece as dificuldades apresentadas pelo tratado de 1796 e delimitação de 1860, e anexa um novo mapa, que tem em consideração os limites do maciço, e desenha a fronteira pelo cume do Monte Branco, tornando-o francês e italiano.
Embora o facto da fronteira franco-italiana tenha sido redefinida em 1947 e 1963, as comissões ignoraram tacitamente a questão do Monte Branco.
A única certeza é que o ponto mais elevado da Itália totalmente em seu território é o Monte Branco de Courmayeur.

## Os glaciares

Mont Blanc 3D

Esta montanha tem alguns glaciares deslizando lentamente pelos seus flancos. O maior destes glaciares é conhecido por Mar de Gelo.
Hoje em dia, um teleférico faz o percurso do centro da localidade de Chamonix (1 030 m) ao cume da Aiguille du Midi (3 842 m) em vinte minutos. Em cada dia, cerca de cinco mil pessoas utilizam este meio para subir ao monte.
Existe a falsa ideia de que a escalada deste monte, apesar de longa, é fácil para quem estiver bem treinado e habituado às grandes altitudes. No entanto, em cada ano que passa, numerosos montanhistas vão engrossar a já extensa lista das vítimas do maciço do Monte Branco. Na realidade, trata-se de uma escalada longa e cheia de passagens perigosas que não deve ser tentada sem o acompanhamento de um guia de alta montanha.
O desnível da base de partida até ao topo é superior a 3 900 m, e os glaciares descem até aos 1 200 m. Há várias rotas para a subida, muitas das quais com desníveis suaves. Porém, a extensão da subida, e a própria grande altitude, além da instabilidade das condições meteorológicas, tornam a subida muito difícil, e já mais de 1000 pessoas morreram nesta montanha, sobretudo por desconhecerem os seus limites de resistência ou falta de preparação. Duas rotas ditas "normais" existem para subir, além de outras que envolvem maiores perigos. O topo tem espaço para cerca de 100 a 200 montanhistas em simultâneo.

## Primeira escalada
A primeira escalada de que há notícia ocorreu em 8 de agosto de 1786, feita por Michel Paccard e Jacques Balmat. Esta data é considerada como um marco do alpinismo moderno. A primeira mulher a atingir o cume foi Marie Paradis em 1808. As primeiras ascensões marcaram este local como berço do alpinismo moderno.
Jacques Balmat, depois de ter repetido a subida com dois outros guias, conduziu Horace-Bénédict de Saussure ao cimo do monte Branco em agosto de 1787, numa cordada composta por 11 pessoas. Aí, o cientista procedeu a cálculos de medição e constatou que uma altitude de 2 450 toesas, o equivalente a 4 775 m, em vez dos 4 807 reais, o que dada a pouca diferença é um feito da topografia para aquela época.

### Subidas de destaque

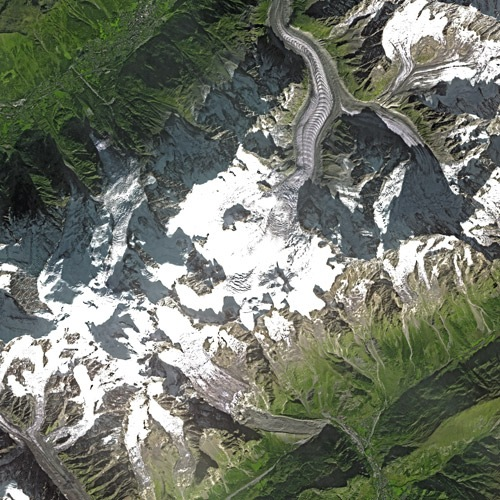
Monte Branco em imagem do satélite SPOT.

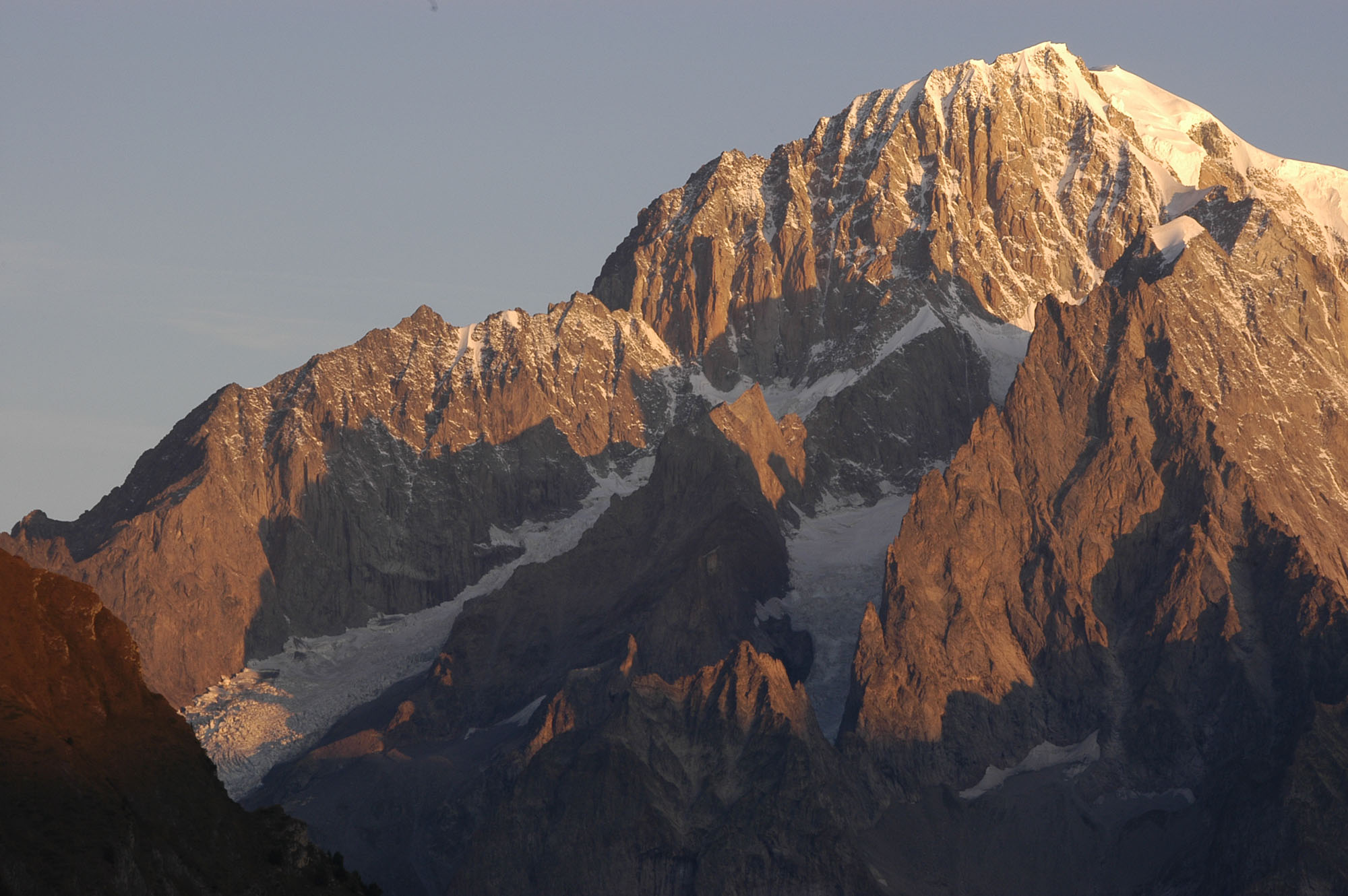
Da esquerda para a direita, os sucessivos picos da linha de horizonte do fundo são: a ponta Baretti (4 013 m), o monte Brouillard (4 069 m), o pico Luigi Amedeo (4 460 m), o monte Branco de Courmayeur (4 680 m) e o monte Branco (4 810 m), do qual só se vê o topo.

- O monte Branco foi escalado pela primeira vez em 1786 por Michel Paccard e Jacques Balmat, na época da idade de ouro do alpinismo.
- A quarta subida, em 1787, foi feita pelo inglês Mark Beaufoy, com seis guias e um criado.
- A primeira mulher a "chegar" ao topo foi Maria Paradis em julho de 1808, com Jacques Balmat como guia, mas Henriette d'Angeville foi a primeira alpinista a subi-lo, em 1838.[nota 1]
- Em 1886, o futuro presidente dos Estados Unidos Theodore Roosevelt liderou uma expedição ao topo do monte Branco.
- Em 1890, Giovenni Bonin, Luigi Grasselli e Fr. Achille Ratti (que viria a ser o Papa Pio XI) descobriram a chamada Rota Italiana "Normal" (Vertente Ocidental Direta) para descida.
- Em 1960, o piloto aéreo Henri Giraud aterrou no cume, que só tem 30 de espaço.[4]
- Em 1990, o suíço Pierre-André Gobet, partindo de Chamonix-Monte-Branco, completou a subida e descida em 5 horas, 10 minutos e 14 segundos.
- Em 30 de maio de 2003, Stéphane Brosse e Pierre Gignoux tentaram bater o recorde em esqui. Subira em 4 horas e 7 minutos, e desceram em 1 hora e 8 minutos. No total a ida e volta demoraram 5 horas e 15 minutos.
- Em 13 de agosto de 2003 sete pessoas em parapente aterraram no topo, tendo partido de Planpraz, Rochebrune, Megève e Samoëns.
- Em 8 de junho de 2007, o artista dinamarquês Marco Evaristti cobriu o topo do Monte Branco com tecido vermelho, e colocou um poste com uma bandeira que tinha escrito "Pink State". Já tinha sido detido dois dias antes por tentar pintar um caminho para o topo de vermelho, com o intuito de chamar a atenção para a degradação ambiental.[5]
- Em 13 de setembro de 2007, um grupo de 20 pessoas colocou uma banheira no topo.[6]
- Em 29 de maio de 2009, a campeã olímpica francesa de snowboard Karine Ruby e um companheiro de escalada morreram quando ela e outros caíram numa crevasse.[7]

## O túnel
Iniciado em 1957 e terminado em 1965, o Túnel do Monte Branco percorre cerca de 11 611 m pelo interior da montanha e é uma das maiores vias de comunicação entre França e Itália, proporcionando desde viagens de rotina até transportes de pesados. Depois de passar o acontecimento trágico de um incêndio em 1999 e depois de reabrir apenas em 2002, medidas foram aparentemente tomadas para que tal não se repita.[carece de fontes?]
Em 4 de agosto de 1962, as duas equipas de perfuração do túnel do Monte Branco, a italiana e a francesa, juntaram as suas galerias debaixo da montanha após três anos de trabalho. O túnel passa sob a Aiguille du Midi, e foi aberto ao tráfego em 1965. Permite franquear a fronteira natural que representa o maciço do Monte Branco em 15 minutos, evitando assim as sinuosas estradas que passam pelos passos de montanha do Grande São Bernardo e Pequeno São Bernardo.

## Turismo
O monte Branco constitui um popular destino turístico, sendo Chamonix uma das mais famosas estâncias de desportos de inverno do mundo, com excecionais condições para a prática de montanhismo e esqui.

## Classificação pela UNESCO
O maciço do Monte Branco está classificado como Património da Humanidade pela UNESCO em função do seu importante significado cultural, como local de nascimento e símbolo do alpinismo.
Todavia, o próprio sucesso do monte Branco como destino turístico, com muitos milhares de visitantes exercendo uma perigosa pressão sobre a natureza do local, coloca em perigo este estatuto de lugar excecional, único no mundo.